# Museu Arqueológico de Cerâmico

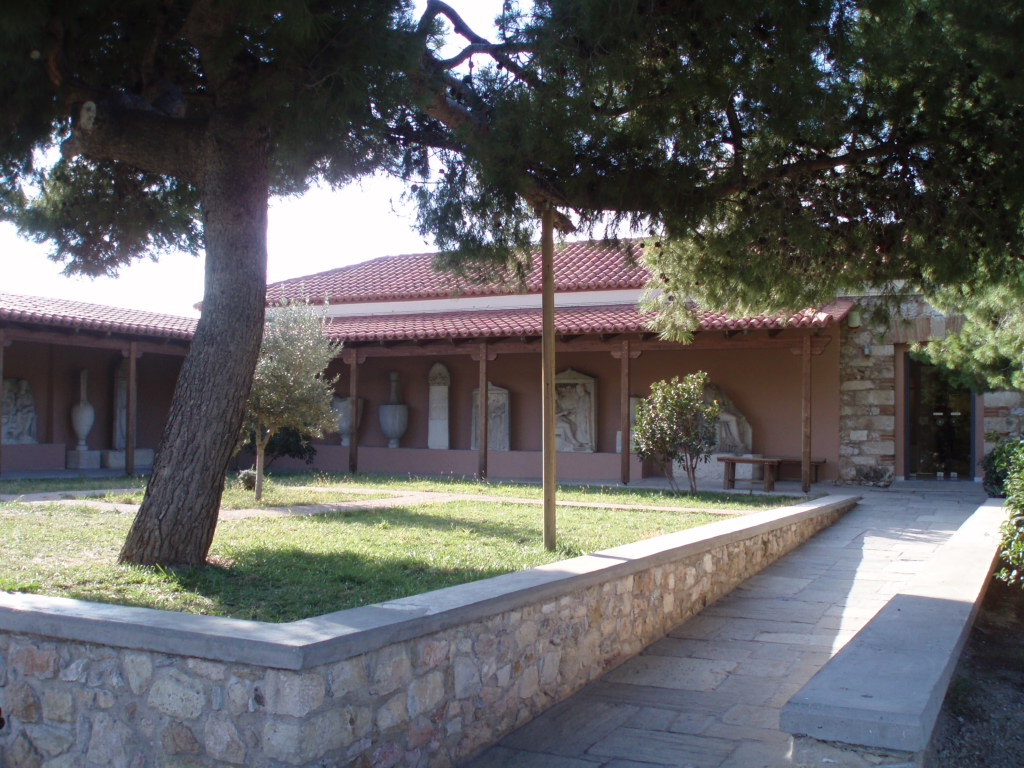
O edifício do museu

O Museu Arqueológico de Cerâmico é um museu de Atenas, na Grécia, dedicado a preservar principalmente os achados no sítio arqueológico de Cerâmico, embora receba peças de outras proveniências.
Foi fundado em 1863 com uma pequena coleção em um prédio acanhado, que em 1915 foi ampliado com o produto das escavações da Sociedade Arqueológica Alemã. Novamente ampliado em 1931, teve seu prédio atual construído em 1937 com o patrocínio de Gustav Oberlaender e projeto de H. Johannes, sendo inaugurado em 1938. 
É um museu pequeno com quatro espaços expositivos em torno de um jardim interno. O primeiro espaço e o jardim apresentam obras de escultura, enquanto que os demais são reservados para a exibição de cerâmicas e de artefatos diversos. Além das salas de exposição o museu tem salas de depósito e laboratórios de restauro.
Entre 2002 e 2004 foi completamente renovado, recebendo equipamentos expositivos modernos e reorganizando os espaços, sendo reaberto ao público em 9 de agosto de 2004.

## Galeria

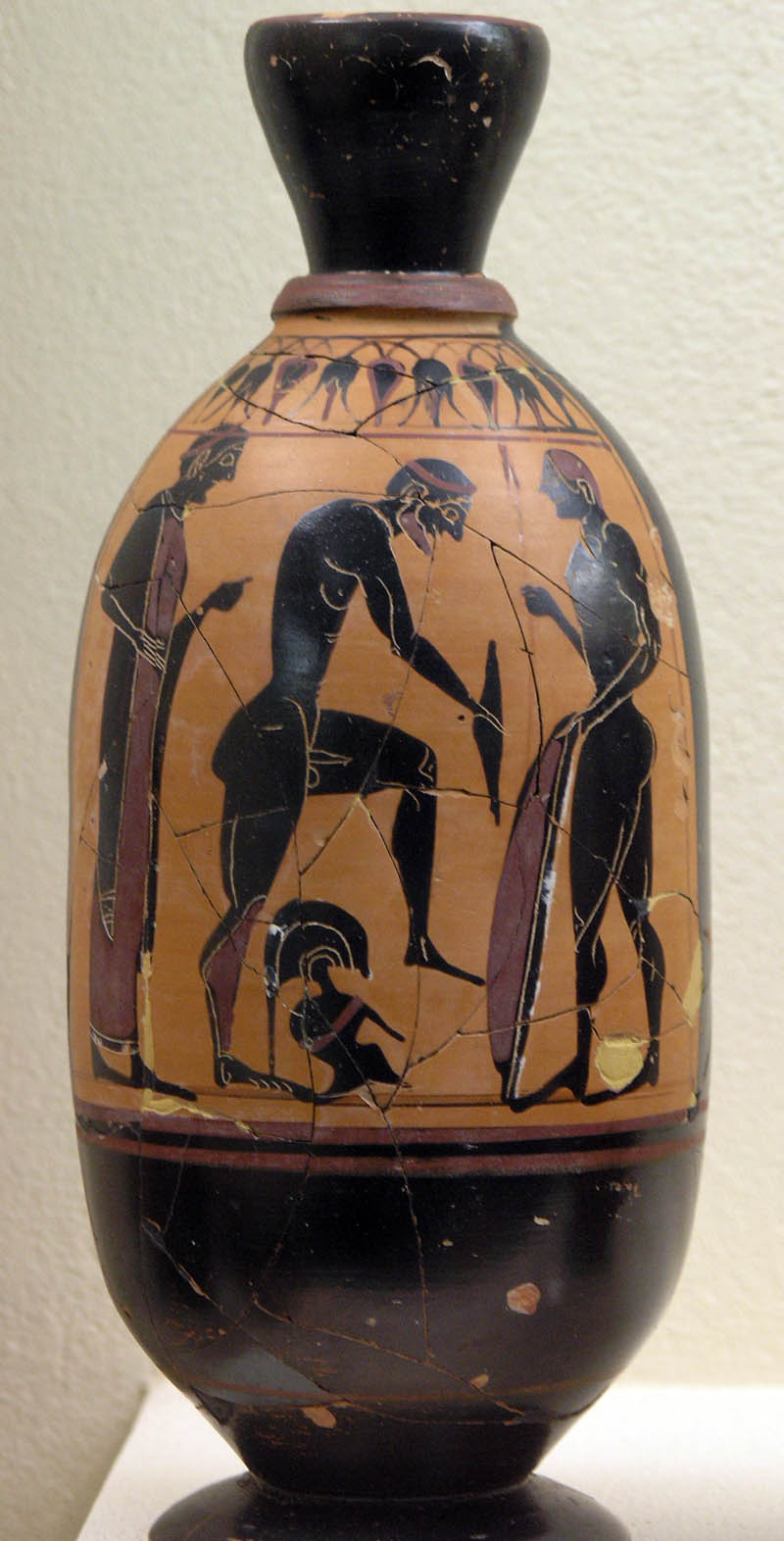
Vaso pintado com figura de guerreiro se armando, c. 550 a.C.
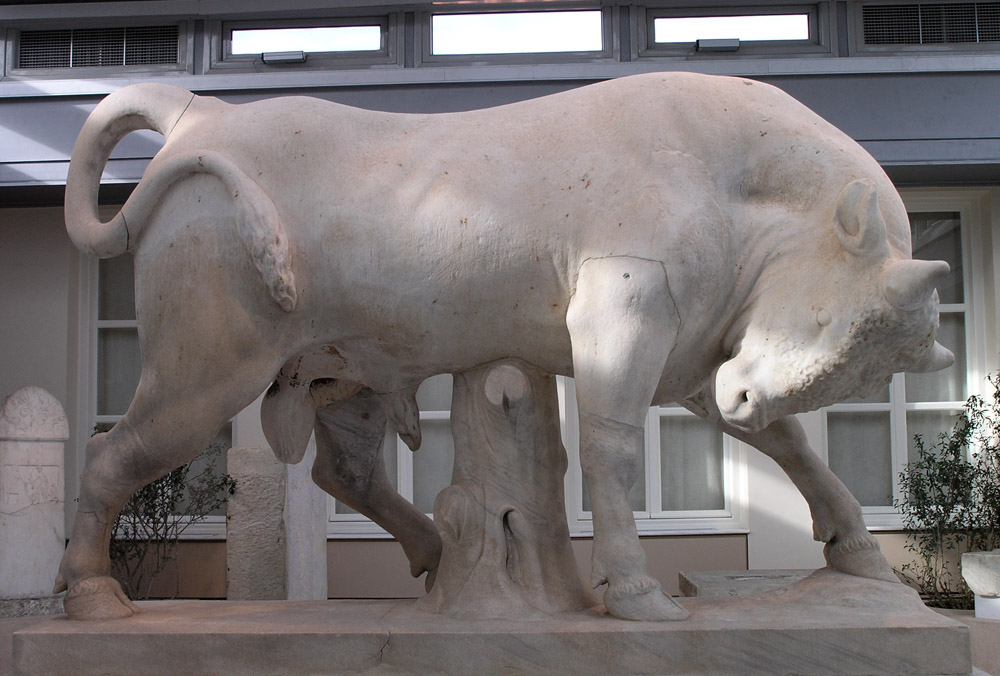
Touro do túmulo de Dionísio de Colito, c. 345-340
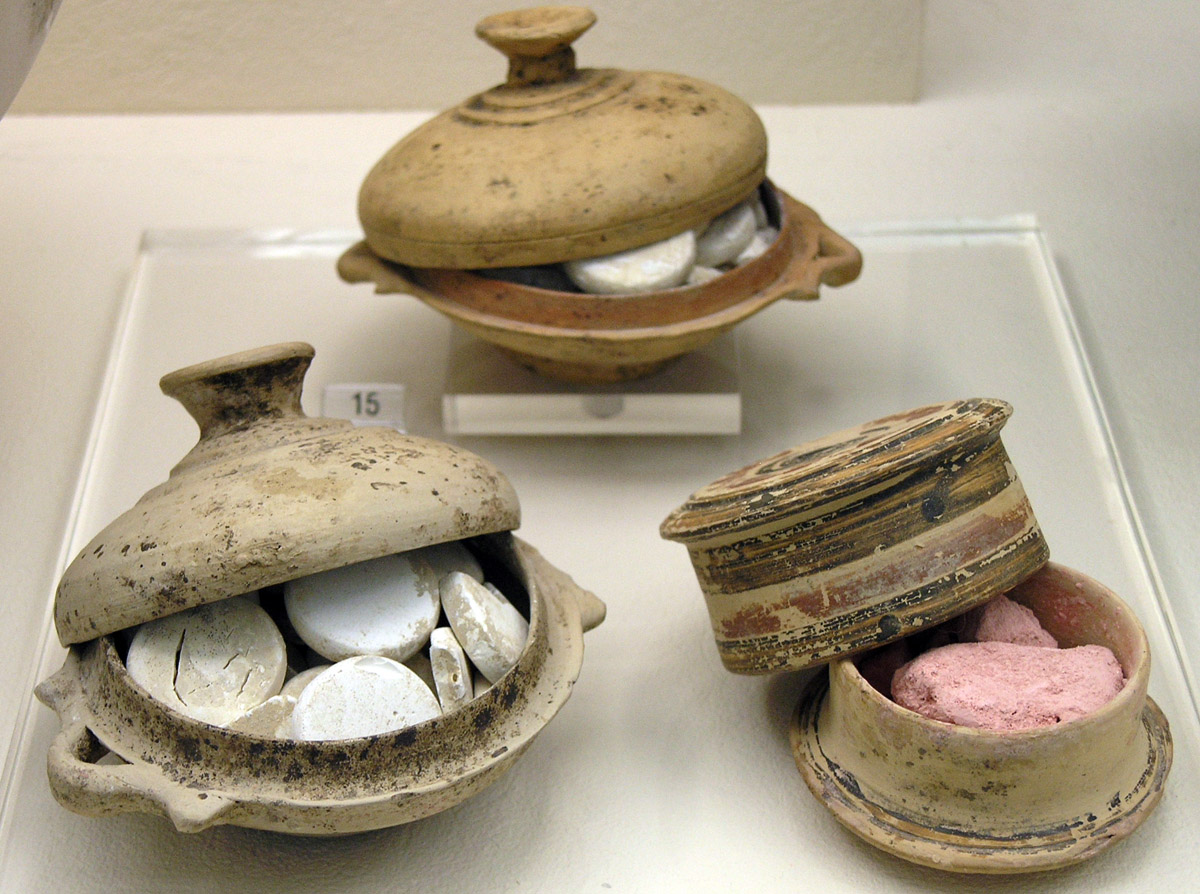
Caixas de maquiagem, século V a.C.
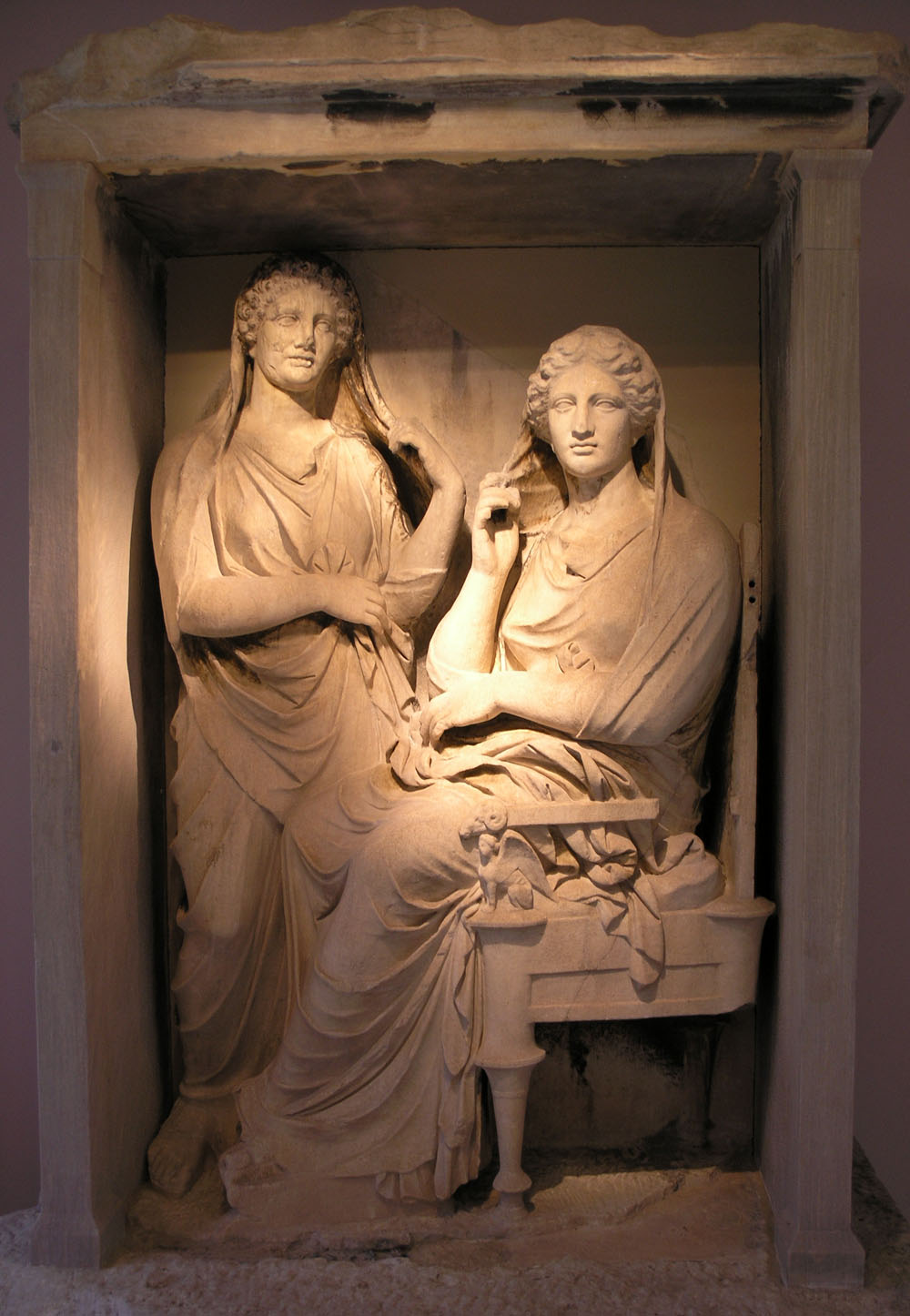
Estela funerária de Demétria e Pamfile, c. 325-310 a.C.